# Plan Outshoorn en Kuinders

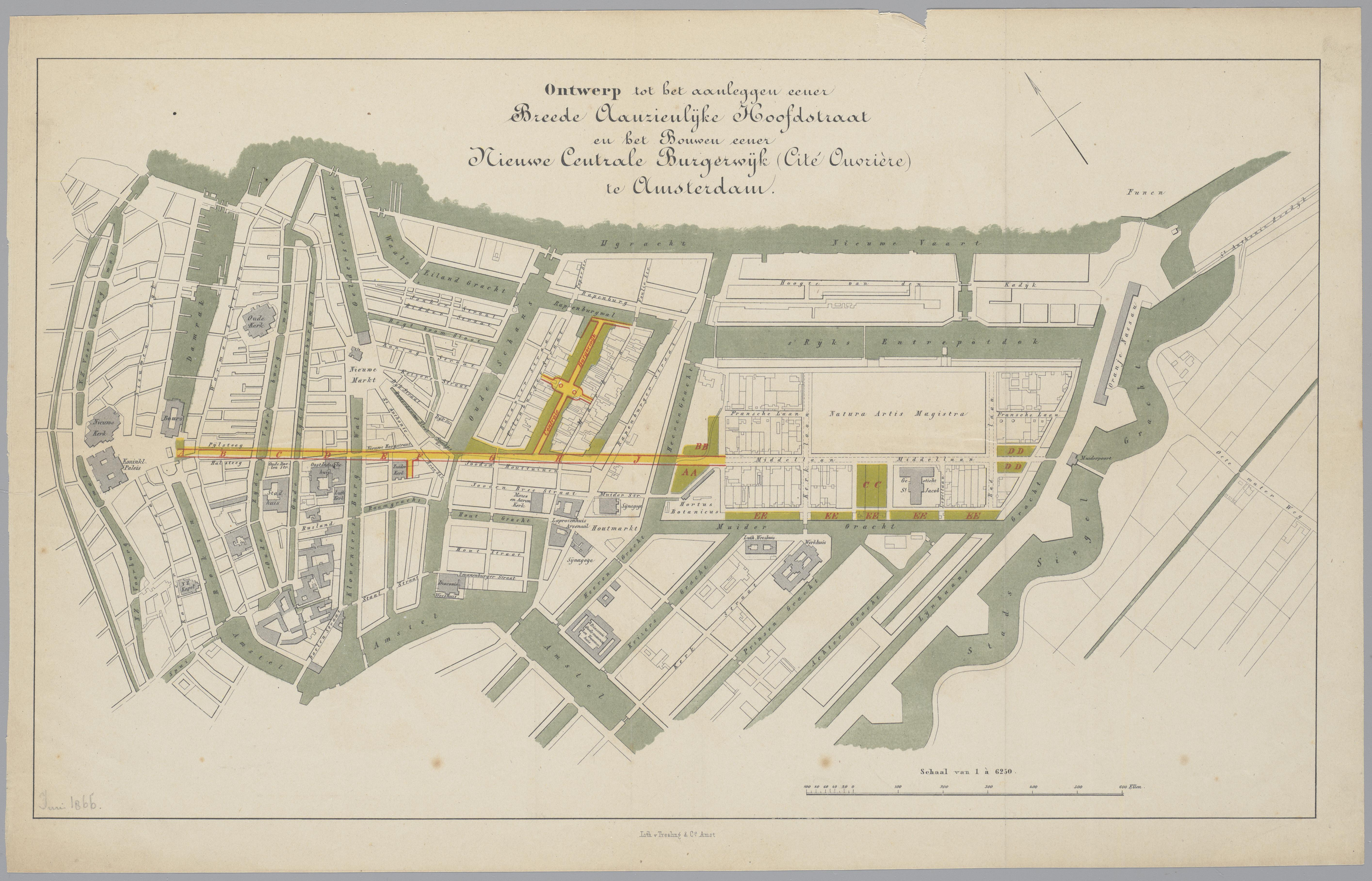
Het plan van Outshoorn en Kuinders voor een nieuwe hoofdstraat en een nieuwe arbeiderswijk. 1866

Het Plan van Outshoorn en Kuinders was een plan voor een stedelijke vernieuwing van Amsterdam, in 1866 gemaakt door de architect Cornelis Outshoorn en L.J. Kuinders.

## Context
Amsterdam kende halverwege de 19e eeuw een periode van stevige groei. De komst van de spoorwegen, die op dat ogenblik nog eindigden bij de Willemspoort en het Weesperplein, en een groei van de havenactiviteiten brachten een nieuwe welvaart. Er was in de jaren 60 van de 19e eeuw een reeks ideeën om de stad te hernieuwen. Naast het slechten van de stadsomwalling en het bouwen in de aangrenzende gebieden zoals uitgewerkt in de plannen van Kalff en Van Niftrik zag men ook een noodzaak tot het saneren van de stad intra muros. De stad werd steeds drukker, en het middeleeuwse stratenpatroon in de oostelijke binnenstad was met zijn smalle steegjes niet opgewassen tegen de groeiende verkeersstromen.

## Plan van Outshoorn en Kuinders
De architect Outshoorn stelde met L.J. Kuinders een plan op, het "Ontwerp tot het aanleggen eener Breede Aanzienlijke Hoofdstraat en het Bouwen eener Nieuwe Centrale Burgerwijk (Cité Ouvrière) te Amsterdam", dat in 1866 aan de gemeente werd voorgelegd. Het plan behelsde twee kernideeën:
- De aanleg van een brede hoofdweg die de Dam met de Plantage Middenlaan zou verbinden.
- Demping van de Rapenburgergracht en een sanering van de toen al verkrottende Jodenbuurt op het eiland Vlooienburg teneinde een "nieuwe burgerwijk", ook aangegeven als "Cité Ouvrière" (Frans voor "arbeidersstad"), voor de arbeidersklasse te kunnen aanleggen.[2]

Het plan is uiteindelijk nooit uitgevoerd, alhoewel men de doorbraak van de Dam naar de Oude Hoogstraat (waarbij de Halsteeg de Damstraat is geworden) toch als een overblijfsel van dit plan kan zien.